# Associação Esportiva Tiradentes
Maillots
L'Associação Esportiva Tiradentes est un club brésilien de football basé à Fortaleza dans l'État du Ceará.
Le club joue ses matchs à domicile tantôt au Stade Alcides Santos tantôt au Stade Presidente Vargas.

## Palmarès
- Championnat du Ceará
  - Champion : 1992